# Coristanco
Coristanco est une commune et une ville de la province de La Corogne située dans le nord-ouest de l'Espagne, faisant partie de la communauté autonome de Galice.

## Jumelage
Coristanco est jumelé avec  La Guyonnière (France) depuis 1998.